# Comisión Nacional de Planificación de Nepal
La Comisión Nacional de Planificación (NPC) de Nepal (en inglés: National Planning Commission of Nepal), es un órgano asesor para la formulación de planes y políticas de desarrollo del país bajo las directivas del Consejo Nacional de Desarrollo del gobierno de Nepal. Es el máximo órgano asesor del Gobierno de Nepal para formular una visión nacional, planes periódicos y políticas de desarrollo. Está encabezado por el Primer ministro de Nepal, el político y militar Pushpa Kamal Dahal.
El NPC evalúa las necesidades de recursos, identifica fuentes de financiación y asigna presupuesto para el desarrollo socioeconómico. Sirve como agencia central para monitorear y evaluar planes, políticas y programas de desarrollo. La NPC también sirve como centro intelectual para el intercambio de nuevas ideas y propuestas de desarrollo de académicos, el sector privado, la sociedad civil y los socios para el desarrollo.